# Metasia crocophara
Metasia crocophara là một loài bướm đêm trong họ Crambidae.